# Pure Morning

Обложка второго диска сингла.

«Pure Morning» (с англ. — «Чистое утро») — первый сингл рок-группы Placebo со второго альбома Without You I’m Nothing. Сингл был выпущен на двух дисках. Первая часть включает в себя радио версию заглавного трека сингла, бисайд, исполненный на французском языке, и инструментальный трек, вторая — альбомную версию «Pure Morning» и две инструментальных композиции. Песня «Pure Morning» появилась случайно, и изначально предполагалось, что она будет бисайдом. В своем интервью журналу db Magazine Стефан сказал:

«Pure Morning» появилась случайно. Мы закончили и отослали наш альбом, а затем отправились в студию записать несколько бисайдов, к которым мы относимся гораздо проще. «Pure Morning» началась с простого электронного мотива, и мы и подумать не могли, что он вскоре станет частью песни. К концу дня мы добавили к нему инструменты и слова Брайана — первое, что пришло ему в голову. Так что вся песня — это на самом деле счастливая случайность! А когда мы отослали её в звукозаписывающую компанию со словами: "Это один из наших бисайдов", нам ответили: "О нет! Я не думаю, что это будет бисайд!Оригинальный текст (англ.)I mean Pure Morning is definitely an episode by itself. We’d finished recording and delivered the second album and went into the studio to do some b-sides. When we do b-sides we have a much more relaxed approach to it. Pure Morning started as a loop in the studio which we never ever thought would be part of a song and by the end of the day we piled on the rest of the instruments and Brian’s lyrics came pretty much off the top off his head. So it was a complete fluke, really! And when we sent it off to the record company and said ‘this is one of our b-sides’ they said ‘ah, no, I don’t think this should be a b-side.

## История концертных исполнений
«Pure Morning» была ключевым элементом репертуара группы с 1998 по 2007 год. Отношение к песне у Молко со временем очень изменилось — если в 2004 году он относил композицию к числу своих любимых, то в 2007 перед последним своим исполнением песни он сказал:

Ненавижу эту гребанную песню! Сегодня последний концерт тура, и я счастлив, что больше никогда не буду её играть!" Оригинальный текст (англ.)“I hate this fucking song. The tour ends tonight and I’m happy to know that we’ll never play it again.
В октябре 2016 года песня вернулась в сет-лист и с тех пор открывала почти каждый концертный сет Placebo.
Остальные треки с сингла, кроме Leeloo, никогда не исполнялись на концертах группы.

## Список композиций
| №  | Название                    | Длительность |
| -- | --------------------------- | ------------ |
| 1. | «Pure Morning (Radio Edit)» | 3:59         |
| 2. | «Mars Landing Party»        | 1:45         |
| 3. | «Leeloo»                    | 5:19         |

| №  | Название                       | Длительность |
| -- | ------------------------------ | ------------ |
| 1. | «Pure Morning (Album Version)» | 4:22         |
| 2. | «Needledick»                   | 1:13         |
| 3. | «The Innocence Of Sleep»       | 3:46         |

## Дополнительные факты
- Песня «Mars Landing Party» исполняется на французском языке, а одна из строчек переводится как "Поцелуй меня, засунь свой палец в мою задницу".
- Трек «Pure Morning» входит в саундтрек к фильму «Чамскраббер», а также звучит в рекламе Lexus IS200.
- Группа Bio-tek записала кавер на «Pure Morning».
- Играет в 3 сезоне телесериала "Дарья" (12 серия, 17 минута)
- Играла в телепередаче "Top Gear" (3 сезон, 4 серия, 39 минута)